# リウドルフ (フリースラント辺境伯)
リウドルフ（Liudolf, ? - 1038年4月23日）は、ブルノン家出身のデルリンガウ伯でフリースラント辺境伯。彼はブラウンシュヴァイクの創始者ブルン1世（1015年または1016年没）とギーゼラ・フォン・シュヴァーベンとの息子。母ギーゼラはシュヴァーベン公ヘルマン2世の娘で、バーベンベルク家のシュヴァーベン公エルンスト1世と2度目の結婚を、後に皇帝となるコンラート2世と3度目の結婚をした。このためリウドルフは、シュヴァーベン公エルンスト2世やヘルマン4世、とりわけ皇帝となるハインリヒ3世、さらにはフランス王アンリ1世の婚約者であったマティルデ・フォン・フランケンの父違いの兄弟に当たる。
リウドルフはゲルトルート（? - 1077年7月21日）という女性と結婚したが、彼女の出自については、学問上議論の的となっている（外部リンク参照）。
彼の子供は、以下の通り。
- ブルン2世（1024年頃 - 1057年6月26日） - 1052年フルトヴィッデ伯
- エクベルト1世（1068年没） - ブラウンシュヴァイク伯、マイセン辺境伯。
- マティルデ - 1043年にフランス王アンリ1世と結婚。アンリ1世は元は彼女の同名の叔母と婚約していた。
- イーダ・フォン・エルスドルフ - ハンガリー辺境伯レオポルト（バーベンベルク家）と結婚。